# イムズ
イムズ (IMS) は、福岡県福岡市中央区天神一丁目にあった三菱地所の子会社（株式会社イムズ）、三菱地所プロパティマネジメントが管理運営していたファッションビル。天神ビッグバンにより2021年8月31日をもって閉館した。
イムズ (IMS) という名前は「Inter Media Station」の頭文字を取って名付けられた。命名はイムズのCI計画も担当していた、当時クリエイティブ・ディレクターでコピーライターだった現在は作家・批評家・ジャーナリストの西村幸祐。
外観は金色のタイルで装飾された八角柱。内部は建物の中央を地下2階から地上8階まで貫く大きな吹き抜けが特徴である。なお、12 - 14階も吹き抜けになっている。
地元では「イムズ」「イムズビル」と認識されているが、建物の正式な名称は天神MMビル（2つのMは明治生命〈現明治安田生命〉と三菱地所の頭文字）である。

## 概要
1989年4月12日にオープン。地下2階から3階まではショッピングゾーン（一部飲食店あり）、4階はファッション・生活雑貨・インテリアなどのショッピングフロア（旧・自動車展示場）、5階 - 8階はコミュニケーションゾーン（献血ルームほか）、9階 - 11階は文化施設（イムズホール、デジハリ福岡校など）、12階より上は飲食店街である。地下2Fでは、天神地下街・福岡市役所と連絡している。また、地下駐車場とのエレベーター連絡口がある。

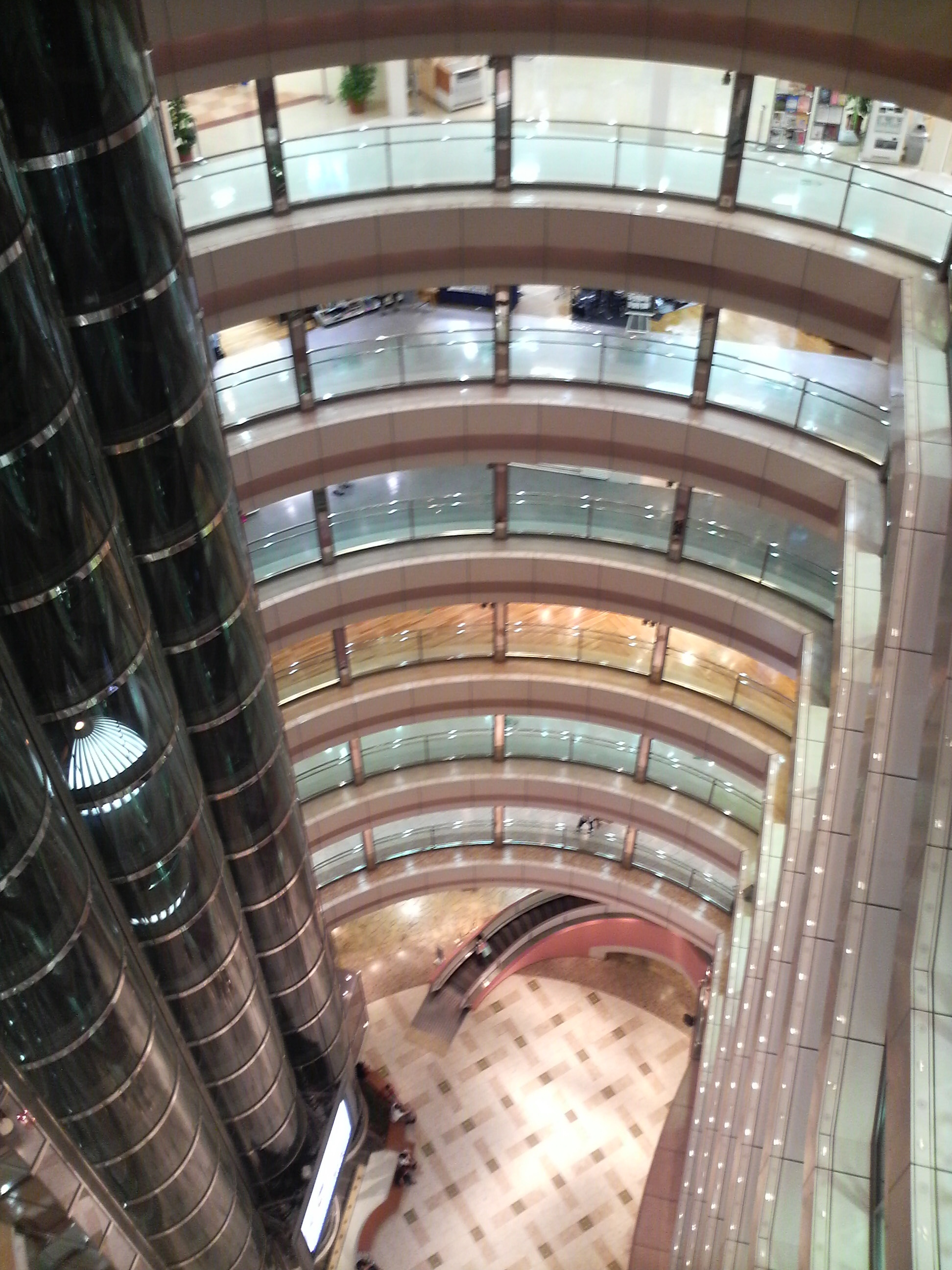
8階から内部の吹き抜けの様子
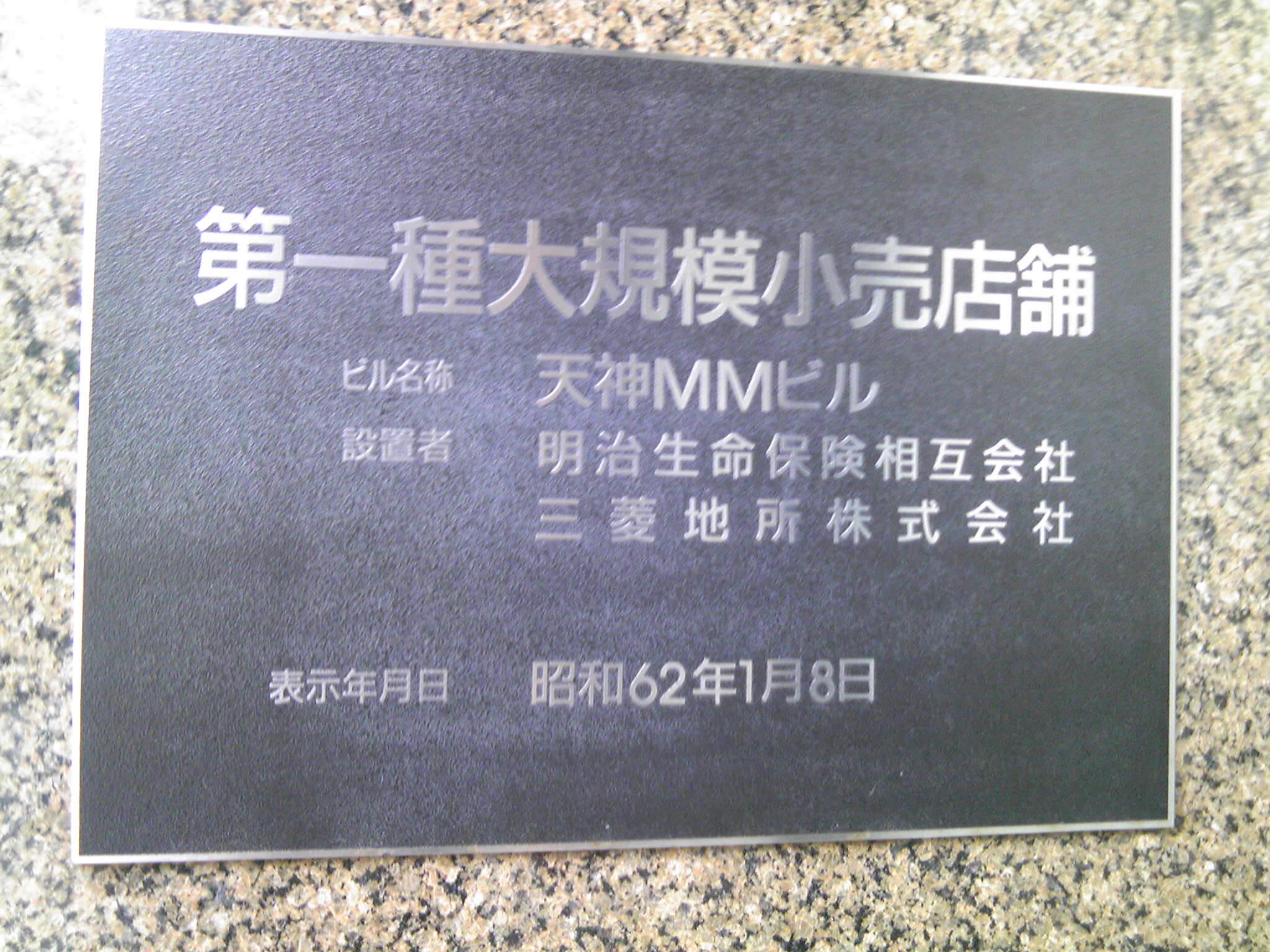
大規模小売店舗表示板
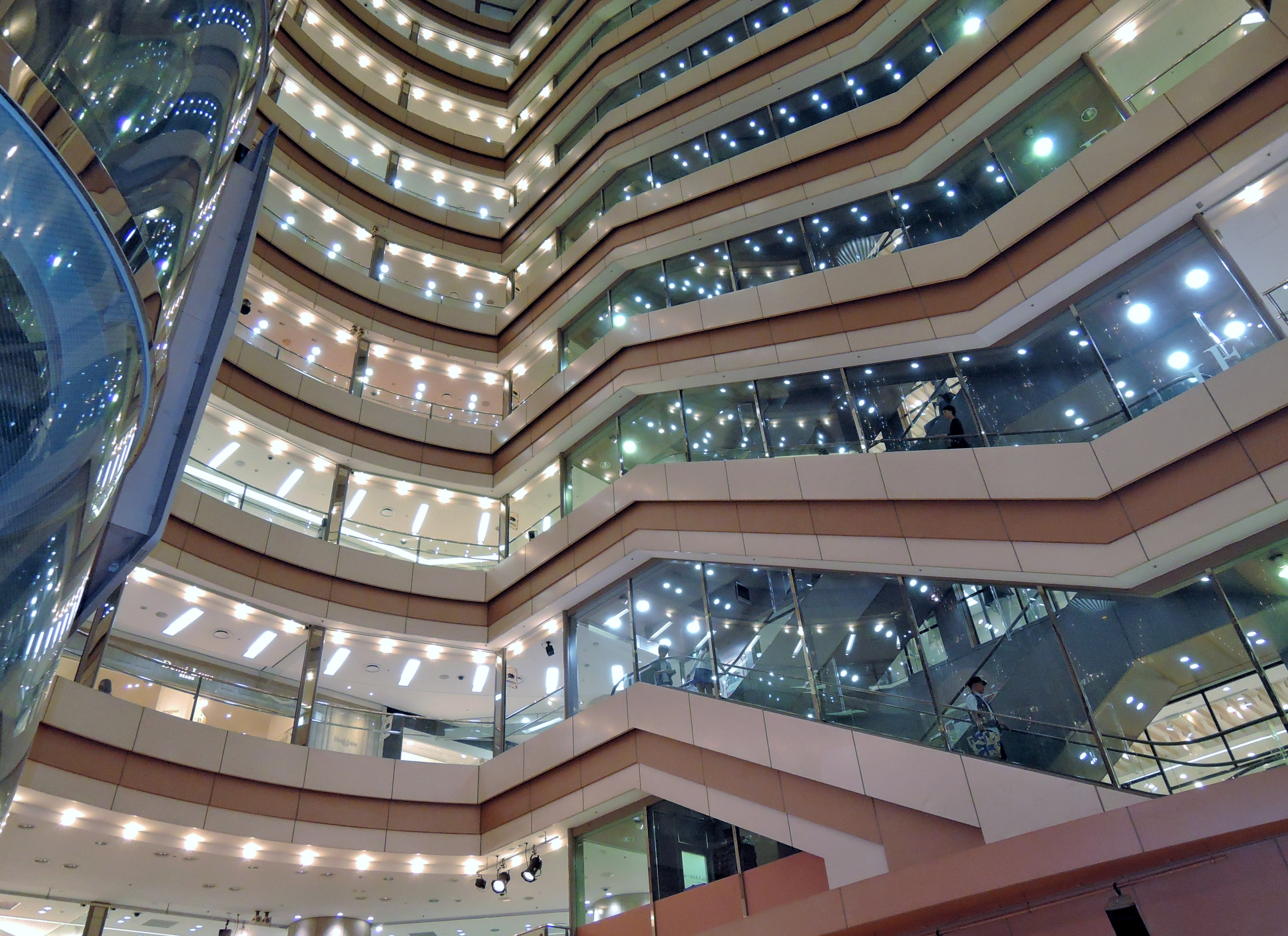
内部の吹き抜け
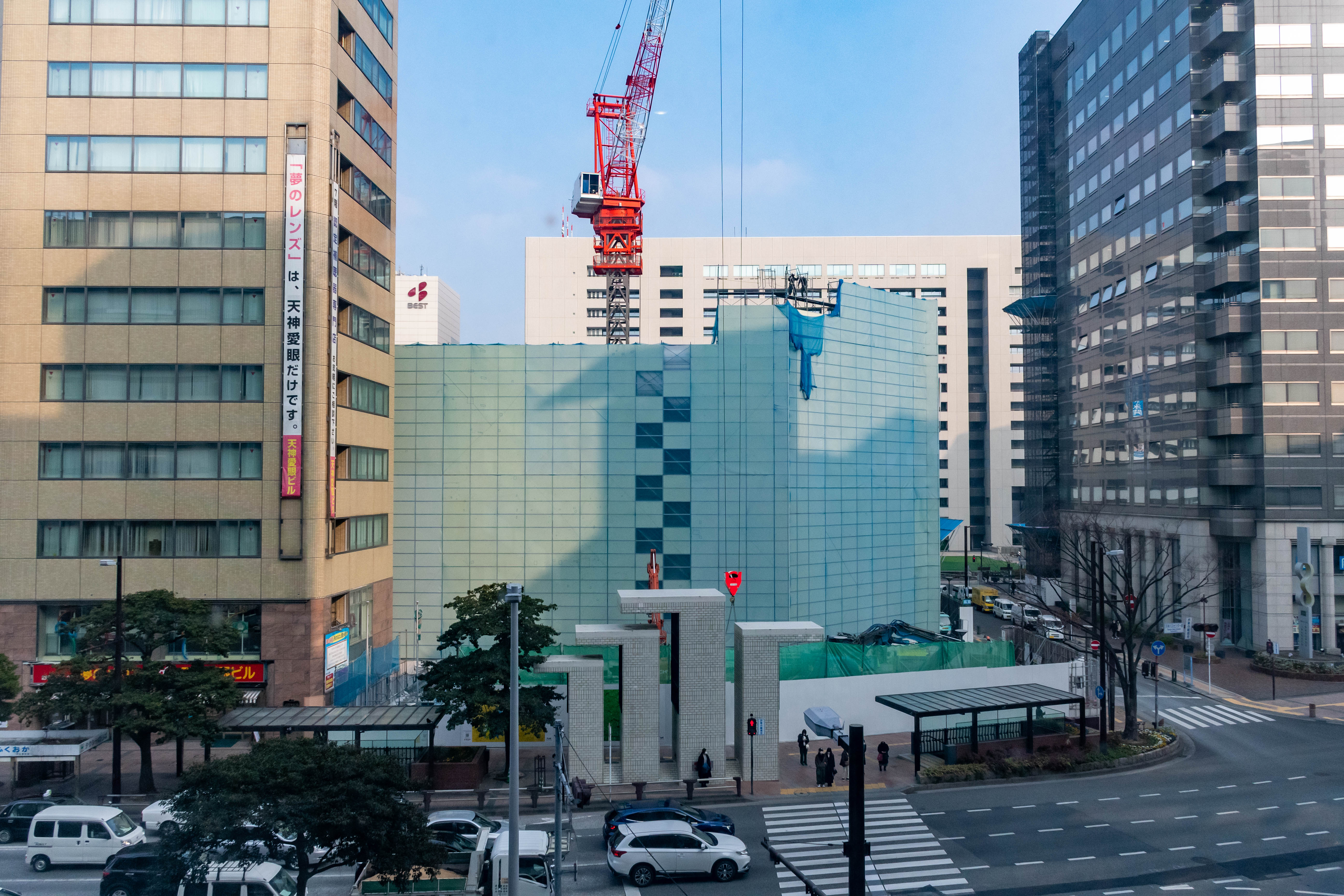
解体が進むイムズの跡地（2023年）
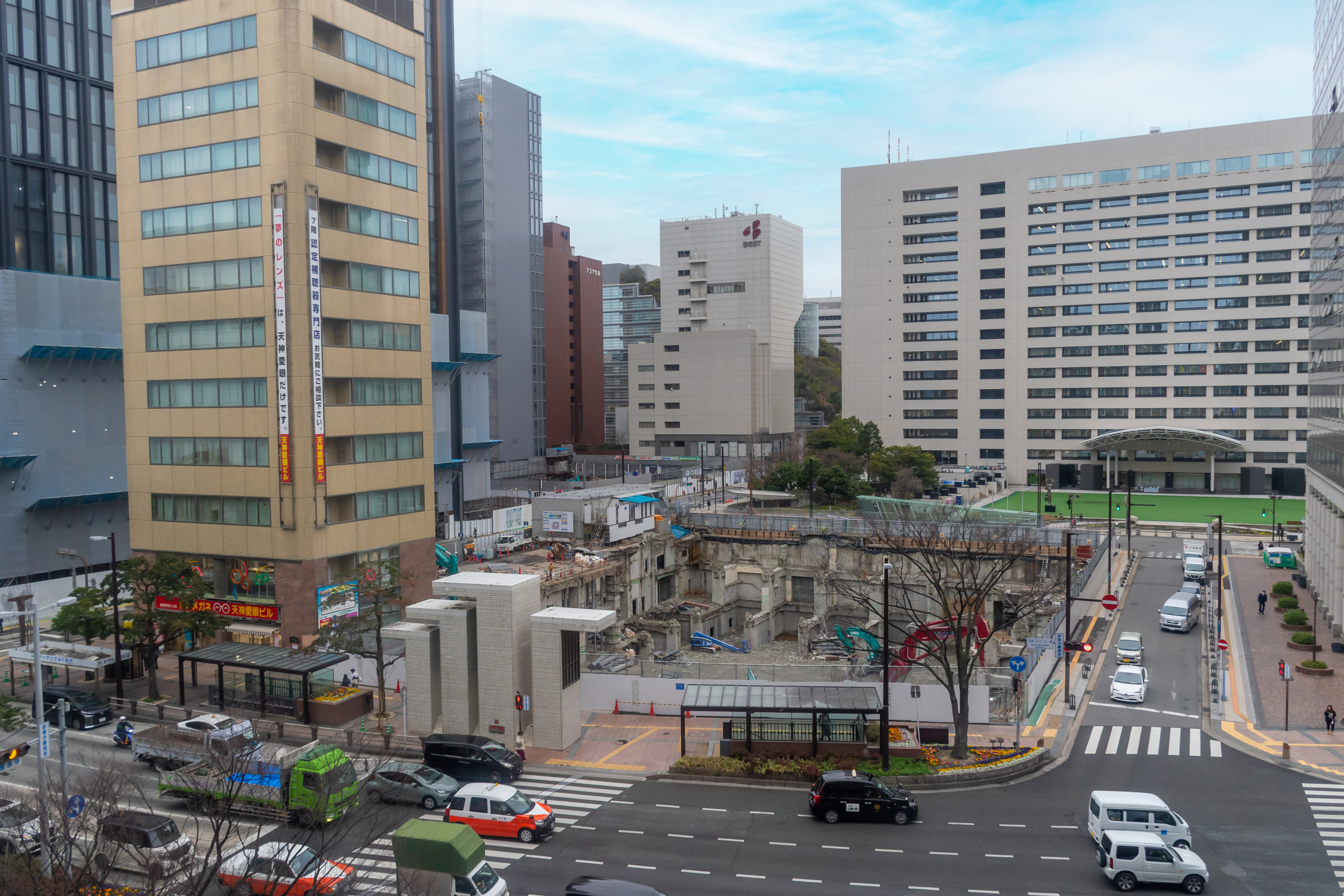
解体後のイムズ跡地（2024年）

福岡市が主導する天神ビッグバン計画により、2021年8月に営業終了し、建物は解体され、2022年度から「（仮称）天神 1-7 計画」として商業施設（B2Fから2Fの一部）・オフィス（3Fから5Fの一部及び6Fから15F）・アメリカのエースホテルの日本進出2号店・エースホテル福岡（1Fから3F及び16Fから20F）からなる複合ビルとして再開発される予定である。

## 備考
- 同年にオープンした「ソラリアプラザ」「ユーテクプラザ天神」をあわせた3つのテナントビルを「福岡三大ビル」と呼ぶ事があった（ユーテクプラザ天神はその後運営会社が破綻、イムズ運営の「ジークス天神」としてリニューアルの後、2007年にロフトが核テナントとして入居し「天神ロフトビル」と再改称している）。尚、三大ビルのオープンはユーテク（1989年3月）→イムズ（同4月）→ソラリア（同）の順である。
- 2006年頃より、ロゴタイプが逐次変更されている（旧ロゴはごみ箱などに残っている）。
- 地上4階はかつて自動車展示場となっており、日産自動車の日産福岡ギャラリー（2013年2月閉鎖）、スバルの「スバル天神アクロス」（2007年4月3日閉鎖）、トヨタ自動車の「トヨタカレリー」（2009年9月30日閉鎖）、三菱自動車の「すりーだいや」（2009年8月30日閉鎖）が存在した。建物北側に自動車搬入・搬出用のクレーンが隠されており、夜中に建物外部より搬入・搬出を行っていたため、運が良ければその模様を見る事ができた。また、別フロアにはカワサキの二輪車ショールームもあった。閉鎖後の2007年12月に、3FにあったP2が移転し「P2 & PLANTS・PLANTS」としてオープンした。2017年4月下旬には、紀伊國屋書店が4階に出店する事が決まった[7]。
- 屋上は、イムズテラスとして悪天候、強風時以外は開放されている。
- 8階には、ギャラリー「三菱地所アルティアム」等がある。
- 2019年の博多祇園山笠では天神一丁目の飾り山が初めて当館で展示されることになった[8]。通常はエルガーラで展示されるが、当館の開館30年記念で特別に展示されることとなった。
- 2021年8月31日には、9階のイムズホールで閉館イベントが行われた。新型コロナ感染症対策として入場者数に制限が加えられたが、WEBを通じた公開も行われた。会場ではイムズにゆかりのある博多華丸・大吉、手嶌葵らのメッセージ動画も流された[9]。
- 閉館に合わせてイムズ壁面に「おしまイムズ THE LAST SHOW 懸垂幕」が登場。近隣の他施設等に向けたメッセージが掲示された[10][11]。この懸垂幕は第29回福岡市都市景観賞の広告部門賞を受賞している[12]。